# Kristiina Poska
Kristiina Poska (Türi (Comtat de Järva, Estònia), 12 de juliol, 1978), és una directora d'orquestra estoniana

## Educació
Kristiina Poska es va graduar el 1994. El 1998 va estudiar piano a l'Escola de Música de Türi sota la direcció d'Anne Laimets, i el 1998. el 1999, va estudiar direcció coral a l'Escola de Música Georg Ots de Tallinn sota la direcció de Merike Toro. El 1998, va continuar els seus estudis de direcció coral a l'Acadèmia de Música d'Estònia a la classe de direcció de Toomas Kapten, graduant-se el 2002. Del 2004 al 2009, va estudiar direcció d'orquestra a l'Escola Superior de Música Hanns Eisler de Berlín, a la classe de Christian Ehwald. Del 2009 al 2011, va assistir al Konzertexamen amb Ehwald, graduant-se amb honors.

## Treball
Del 2006 al 2011, va ser el director titular de l'Orquestra Simfònica Capella Acadèmica de la Universitat Humboldt de Berlín. Del 2012 al 2016, Poska va treballar com a directora d'orquestra a la Komische Oper de Berlín. Va ser la primera dona directora d'orquestra en la història del teatre d'òpera i la primera estoniana a ser convidada per la direcció del teatre d'òpera al càrrec de directora. A la temporada 2019/2020, Kristiina Poska va començar a treballar com a directora principal i directora musical del Teatre de Basilea a Suïssa. En la mateixa temporada, també va assumir el càrrec de directora titular de l'Orquestra Simfònica Flamenca de Gant, Bèlgica, on el seu contracte expira a la primavera del 2025.
Des de la tardor de 2021, també és el directora principal convidada de l'Orquestra Simfònica Nacional de Letònia. El setembre de 2023, l'Orquestra Francesa dels Joves va anunciar el nomenament de Poska com a pròxima directora musical, la primera dona directora en aquest càrrec. Aquest acord entrarà en vigor l'estiu del 2025.
Kristiina Poska ha dirigit com a directora convidada a l'Òpera Nacional de Noruega ("Carmen" de Bizet), l'Òpera de Zuric ("Il Mago d'Oz" de Valtinon), l'Òpera Nacional de Finlàndia ("Les noces de Fígaro" de Mozart), l'Òpera Estatal d'Hamburg ("Die Entführung aus dem Serail" de Mozart), l'Òpera Nacional de Viena ("Viva la mamma" de Donizetti), el Teatre de la Ciutat de Klagenfurt ("La flauta màgica" de Mozart) i l'Òpera Reial d'Estocolm ("La flauta màgica" de Mozart).

## Activitats de concerts relacionades amb Estònia
El febrer de 2024, va dirigir l'Orquestra Simfònica de la Radiodifusió de l'Alemanya Occidental (WDR) al festival Zeitinsel Arvo Pärt dedicat a l'obra d'Arvo Pärt a la Sala de Concerts de Dortmund a Alemanya.
El 2024, el Cor de Cambra Filharmònic d'Estònia i l'Orquestra Simfònica de Flandes van fer una gira conjunta per França, Bèlgica i els Països Baixos sota la batuta de la directora Kristiina Poska; Les obres de Wolfgang Amadeus Mozart i Tõnu Kõrvits també es van utilitzar per celebrar l'aniversari de la República d'Estònia. El 2025, es va emprendre per tercera vegada una gira similar per Europa occidental amb els mateixos grups musicals, aquesta vegada amb l'èmfasi principal del repertori en la Simfonia nº 9 de Beethoven. L'abril de 2025, els mateixos grups van actuar a la Sala de Concerts d'Estònia i a la Sala de Concerts Pärnu, interpretant la Simfonia nº 9 en re menor de Beethoven i la "Fantasia coral" de Beethoven per a piano, cor i orquestra. Els solistes incloïen Lukas Geniušas (piano), Mirjam Mesak (soprano), Yena Choi (soprano), Annely Peebo (mezzosoprano), Benjamin Hulett (tenor), Raul Mikson (tenor) i Priit Volmer (baix).
En el concert inaugural del Festival de la Cançó 2025, va dirigir l'Orquestra Simfònica Nacional d'Estònia, que va interpretar "Pastoral" d'Eino Tamberg.

## Èxits
Poska ha rebut premis i premis especials en molts concursos internacionals de direcció a Atenes, Londres, Alemanya, Dinamarca i altres llocs.
- - 2006 – Premi Especial al Concurs Internacional de Directors Dimitris Mitropoulus d'Atenes
  - 2007 – Primer premi al Concurs de l'Acadèmia de l'Orquestra Simfònica Bergische per a dones directores d'orquestra a Remscheid-Solingen
  - 2010 - entre els tres primers al Concurs de Direcció Donatella Flick a Londres
  - 2012 – III Premi i Premi del Públic al Concurs Internacional Nikolai Malko per a Joves Directors de Copenhaguen
  - 2013 – Consell Alemany de la Música i Premi al Jove Director de l'Any de la Sala de Concerts de Berlín

Segons les estadístiques del 2015 de la base de dades més gran del món d'esdeveniments de música clàssica, Bachtrack, Kristiina Poska va ser la directora d'orquestra més ocupada del món.

## Personal
- Kristiina Poska és esquerrana.[10]